# Taobei
Taobei (chinesisch 洮北区, Pinyin Táoběi Qū) ist ein Stadtbezirk in der chinesischen Provinz Jilin. Er gehört zum Verwaltungsgebiet der bezirksfreien Stadt Baicheng. Taobei hat eine Fläche von 2.490 km² und zählt 517.434 Einwohner (Stand: Zensus 2010). Es ist Stadtzentrum und Sitz der Stadtregierung von Baicheng.